# 奇蹟 (2011年電影)
奇蹟（英語：I Wish）是2011年一部日本影片，由是枝裕和執導及編劇，主要演員包括前田航基、前田旺志郎及小田切讓等等。

## 故事簡介
由於父母離異，兩名感情要好的小兄弟被迫分隔兩地。小學六年級的航一（前田航基 飾）跟正在尋找工作的媽媽（大塚寧寧 飾）、固執的外公（橋爪功 飾）和熱愛草裙舞的外婆（樹木希林 飾）在鹿兒島同住。而小學四年級的弟弟龍之介（前田旺志郎 飾），就跟失意音樂人爸爸（小田切讓 飾）同住於福岡。兩兄弟不時互通消息，希望父母能夠復合，一家人再度團聚。
就在九州新幹線快要全線通車前，孩子們之間流傳着這樣的一個傳說：「只要在九州新幹線通車那天，看見從博多南下的『櫻花號』和鹿兒島北上的『燕子號』第一次交錯的瞬間，並許下願望，奇蹟就會出現！」
當哥哥航一聽到關於九州新幹線的傳言後，就決定必定要與弟弟龍之介一起，密謀一樁驚天動地、卻感覺有點不太可靠的「奇蹟計畫」，目睹兩列列車擦身相會的一刻，許下一家團圓的願望，期望奇蹟降臨。為了達成願望，航一和龍之介用盡方法籌募旅費，並相約在「櫻花號」列車通車當日，抵達兩車相會的地點。兩兄弟與他們的好朋友，歷盡很多意想不到的意外和奇遇，千山萬水，只為目睹奇蹟出現的一刻，然而出乎意料地，這個計畫即將在許多人身上產生奇蹟...！

## 演員
- 大迫航一 - 前田航基（まえだまえだ）
- 木南龍之介 - 前田旺志郎（まえだまえだ）
- 福本佑（航一的同學）- 林凌雅
- 大田真（航一的同學）- 永吉星之介
- 有吉惠美（龍之介的同學）- 內田伽羅
- 早見完奈（龍之介的同學）- 橋本環奈
- 磯邊蓮登（龍之介的同學）- 磯邊蓮登
- 木南健二（航一·龍之介的父親）- 小田切讓
- 有吉恭子（惠美的母親）- 夏川結衣
- 坂上守（航一上學時的老師）- 阿部寛
- 三村幸知（航一上學時的老師）- 長澤雅美
- 山本亘（周吉的青梅竹馬）- 原田芳雄
- 大迫望美（航一·龍之介的母親）- 大塚寧寧
- 大迫秀子（航一的外婆·望美的母親）- 樹木希林
- 大迫周吉（航一的外公·望美的父親）- 橋爪功
- 青木（保健室老師） - 中村友理

## 工作團隊
- 導演・編劇・剪接 - 是枝裕和
- 製作人 - 小池賢太郎、田口聖（日语：田口聖）
- 製片人  - 藤原惠美子
- 攝影 - 山崎裕（日语：山崎裕 (撮影監督)）
- 照明 - 尾下榮治
- 美術 - 三松惠子
- 錄音 - 弦卷裕
- 音樂 - 團團轉樂團
- 衣裳設計 - 小林身和子
- 髮型設計 - 酒井夢月
- 劇本編寫人 - 飯塚美穂
- 副導演 - 兼重淳
- 製作担当 - 新野安行
- 特別協賛 - 九州旅客鐵道（JR九州）
- 製作 - 「奇蹟」製作委員會（JR東日本企畫（日语：ジェイアール東日本企画）、Bandai Visual、白組、Gaga、衛星劇場（日语：松竹ブロードキャスティング）、毎日放送、RKB毎日放送、雅虎日本、JR西日本通訊社（日语：ジェイアール西日本コミュニケーションズ）、Delights、西日本新聞社、FM福岡（日语：エフエム福岡）、中國放送、熊本放送、南日本放送、J-WAVE、JR九州廣告代理（日语：JR九州エージェンシー））

## 評價
香港爽報的張居說：「導演是枝裕和揀小朋友演員確有一手，當年把14歲小童拍到變康城影帝，今次戲中兩兄弟有戲而不老積，天然得令觀眾舒泰。」
明報的石琪說：「《奇蹟》前半拍攝日常生活，比較鬆散零碎，好在注重鹿兒島舊家老店的樸素細節，當地每天面對火山噴灰，外公烹製失傳糕點，男生暗戀女教師，死黨千方百計籌找旅費等，都別具風味。小孩們出發遠征並無驚險奇情，但愈拍愈有味道，他們巧遇小鎮一對寂寞老夫婦，更有意外的喜悅。」
頭條日報的祁佳仕說：「是枝裕和執導的《奇蹟》中，能把硬生生的時事轉化成夢幻的想像，予人莫大好感。導演除了浪漫，也是營造愁緒的高手。電影後段那十多二十幕短促的定鏡片段，平淡卻有力，隱含著父母離異，孩子受罪的苦況。」
香港蘋果日報的黃國兆說：「是枝裕和容許小演員很大程度的即興表演和自由發揮。他的鏡頭往往是捕捉他們的神態，而不是限定他們要作甚麼表演或說甚麼對白。那種庶民生活的實在感，令人不期然想起已故電影大師小津安二郎的作品。」
頭條日報的葉念琛說：「看是枝裕和的電影，就像喫一口綠茶，清淡留甘，教人回味。《奇蹟》沒有荷里活式的勵志風格，不會一廂情願地憧憬大團圓結局，小兄弟和同學等人最後真的目睹奇蹟，但過後日子還是依舊平淡渡過。只是對人生的體會又好像深刻了一點。」

## 獲獎
- 第59回聖賽巴斯提安國際影展（スペイン）、最優秀脚本獎、SIGNIS獎
- 第3回TAMA CINEMA FORUM、最優秀作品獎
- 第26回高崎影展、最優秀新人男優獎（前田航基、前田旺志郎）、最優秀新人女優獎（内田伽羅）
- 大阪影展、日本映画ベストテン第5位、新人男優獎（まえだまえだ）
- 第26回イスファハーン国際青少年影展最優秀作品獎
- 第55回亞太影展最佳導演獎

## 外部連結
- 官方网站 （日語）
- 互联网电影数据库（IMDb）上《奇蹟》的资料（英文）